# Synové Izraele
Děti Izraele nebo hebrejsky Bnej Jisra'el (בני ישראל) je biblické označení pro Izraelity. Je to také možné označení pro Hebrejce a Židy. V Tóře spojení děti Izraele (nebo také „synové Izraele“) odkazuje k potomkům biblického patriarchy Jákoba, jenž byl přejmenován na Izraele po vítězném utkání se záhadným soupeřem. Jako Děti Izraele označujeme Dvanáct kmenů.

## Dvanáct kmenů izraelských
Jákobových dvanáct synů bylo zakladateli biblických dvanácti kmenů izraelských. Tóra k nim odkazuje alternativně jako k „dětem Jákobovým“ a k „dětem Izraele“. Poté, co se jejich potomci rozmnožili během exilu v starobylém Egyptě, jsou v Tóře označováni jako „děti Izraele“.
V Midraši je Jákobova pozice nejvyšší ze všech tří patriarchů, jelikož pouze on vytvořil skutečně spravedlivou rodinu. Abrahám měl dva syny, Izáka a Izmaele, ale Izmael byl vyloučen z Abrahamova stanu kvůli špatnému vlivu na Izáka. Izák měl taktéž dva syny, Jákoba a Ezaua, ale Ezau se stal lovcem. Pouze Jákob (Izrael) má syny, kteří po všech svých vnitřních bojích vytvořili jednotnou rodinu.

## Exodus a později
V knize Exodus jsou Izraelité neustále označováni jako děti Izraele, když Bůh mluví k Mojžíšovi atp.
Toto je původ jména moderního Státu Izrael (jehož občané se nazývají Izraelci), ačkoliv někteří z obyvatel Izraele jsou muslimové a někteří křesťané. Zhruba 75 % obyvatelstva dnešního Izraele jsou Židé.
Po rozpolcení jednotného království bylo jižní království označováno jako Judsko, zatímco severní království (které zahrnuje deset z dvanácti kmenů) zachovalo označení Izrael. Nicméně „Izrael“ stále odkazuje ke všem dvanácti kmenům.

## Křesťanství
Někteří křesťané, odvolávajíce se na Nový zákon, tvrdí, že jsou „novým Izraelem“, jenž nahradil děti Izraele po tom, co židé odmítli Ježíše. Tato myšlenka je nazývána substituční teologií. Mnoho evropských osadníků Nového světa vidí sebe sama jako dědice těchto starobylých kmenů, proto pojmenovávají své děti a města, jež založili, jmény spojenými s postavami z Bible.

## Další nálezy
Existuje etnicko-náboženská skupina v Afghánistánu, která se označuje jako Bnai Israel nebo Dům Izraele nebo Bani Israel. Tato skupina se jinak označuje jako Paštunové. Někteří Paštunové tvrdí, že jsou patriarchálními historickými nástupníky „deseti ztracených kmenů“ severního království Izraele, kteří byli vzati do zajetí Asýrií.
Určité skupiny židů v Indii bývají označovány jako Benai Israel.

## Islám
V Koránu jsou děti Izraele mnohokrát zmiňovány. Nachází se tam kapitola Súra označená jako Bani Israel (arabsky بنی اسرائیلو‎, „děti Izraele“), alternativně známá jako ِAl-Isra (arabsky سورة الإسراء‎, „noční cesta“). Tato súra byla vyjevena poslední rok před Hidžrou a odvozuje své jméno od čtvrtého verše.